# Tipula cuprinervis
Tipula cuprinervis är en tvåvingeart som först beskrevs av Rossi 1794.  Tipula cuprinervis ingår i släktet Tipula och familjen stickmyggor.
Artens utbredningsområde är Italien. Inga underarter finns listade i Catalogue of Life.